# Хмель
Хмель (лат. Húmulus) — род вьющихся травянистых растений семейства Коноплёвые (Cannabaceae). Включает в себя 7 видов. Кроме настоящего хмеля, иногда так называют некоторые другие вьющиеся растения, например: Княжик (Atragene L.), Вьюнок (Convolvulus L.), Луносемянник (Menispermum L.), а также некоторые низкорослые травы, соцветия которых напоминают женские соцветия хмеля, например, клевер золотистый (Trifolium agrarium) и черноголовку обыкновенную (Prunella vulgaris).

## Этимология
Русское слово происходит от праславянского *хъmеlь. Оно, в свою очередь, может происходить из тюркских (ср. чувашский хăмла) или из германских языков (ср. нов.-в.-н. hummeln — «шарить, ощупывать»).
В. И. Абаев возводил индоевропейские, тюркские и кавказские варианты этого слова в конечном счёте к скифскому (сакскому, сарматскому, аланскому) названию хмеля (осет. Хуымæллæг), которое в свою очередь восходит к древнеиранскому hauma-arayka — арийская хаома.
Средневековое латинское humulus — это латинизированное славянское или голландское название хмеля.

## Ботаническое описание

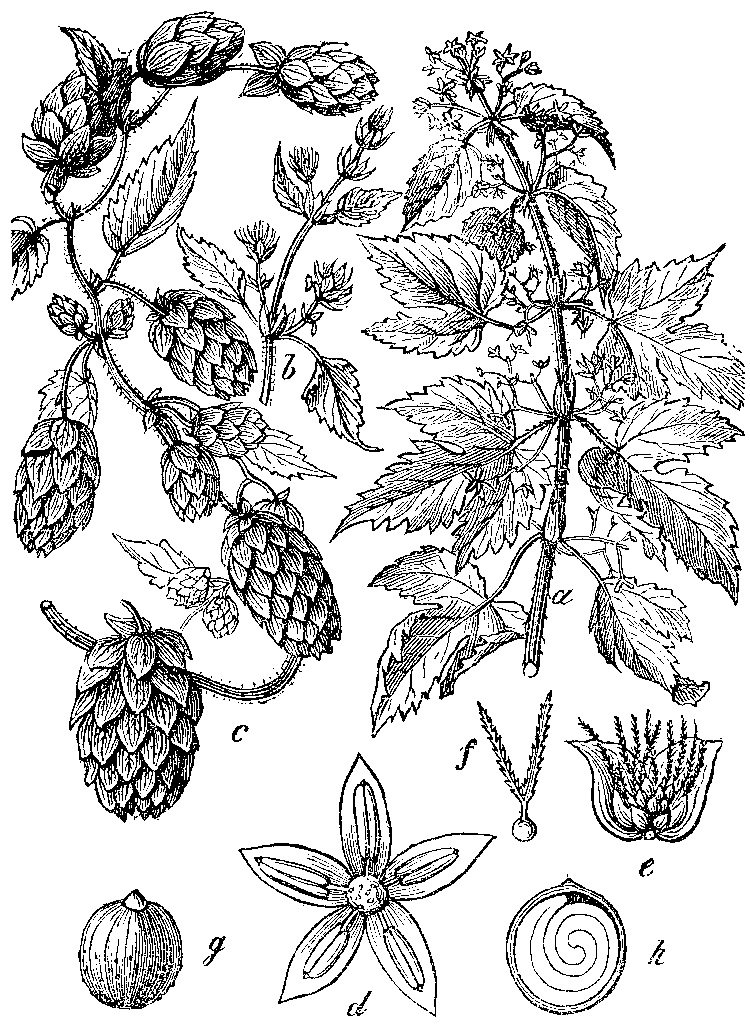
Хмель обыкновенный. Ботаническая иллюстрация из книги Naše škodljive rastline, 1892

Травянистые двудомные растения, вьющиеся вверх по часовой стрелке, с супротивными дланевидными листьями, с межчерешковыми прилистниками.
Мужские соцветия на ветвях второго порядка в виде сложной метёлки, состоящей из дихазиев, переходящих в завитки. Мужской цветок с 5-листным околоцветником и 5 тычинками с прямыми нитями. Женские цветки в шишковидных сложных соцветиях. Чешуи шишек, расположенные попарно, представляют собой прилистники неразвившихся листьев, в пазухе которых находятся двойные завитки, из 2—4 или 6 цветков, без цветков первого порядка. Находящиеся при цветках прицветники при плодах разрастаются и несут желёзки, содержащие лупулин. Женские цветки состоят из пестика, у основания окружённого плёнчатым цельнокрайним чашевидным околоцветником.
Плод — орех со спирально свёрнутым зародышем.
Цветёт в июле — августе, плодоносит в августе — сентябре.

## Применение
Основное применение хмель находит в медицине и пищевой промышленности. Шишки хмеля являются сырьём для пивоварения. Их добавляют в конце кипячения, что придаёт пиву особый аромат. Стебли пригодны для изготовления низких сортов бумаги, а также грубой пряжи, пригодной для мешковины и верёвок. В Китае молодые листья хмеля входят в рацион питания гусениц бабочек шелкопряда.

### Медицина

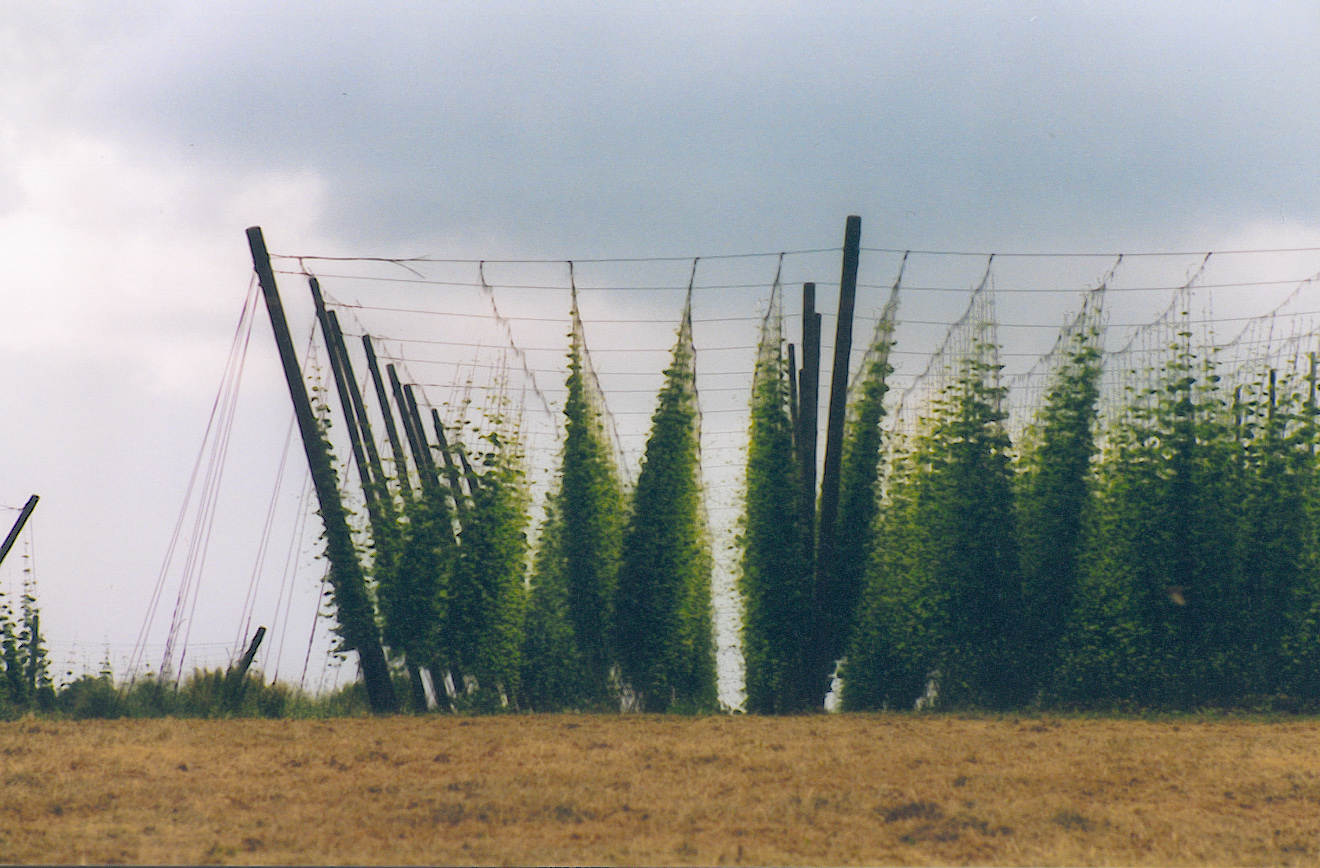
Плантация хмеля в южной Германии

Соцветия, а также желёзки хмеля обыкновенного используются как лекарственное сырьё. В восточной медицине имеет применение и хмель японский. Основными активными веществами являются горечи, полифенольные соединения (флавоноиды, антоцианидины, катехины и фенолкарбоновые кислоты) и эфирное масло. Основным флавоноидом хмеля является ксантогумол из группы халконов.
Хмель является мягким седативным средством, которое по активности немного уступает валериане.
Среди лекарственных средств, содержащих хмель, — валокордин, валоседан, Ново-Пассит, корвалдин, седавит, уролесан и др.
Хмель входит в состав большого количества биологически активных добавок.

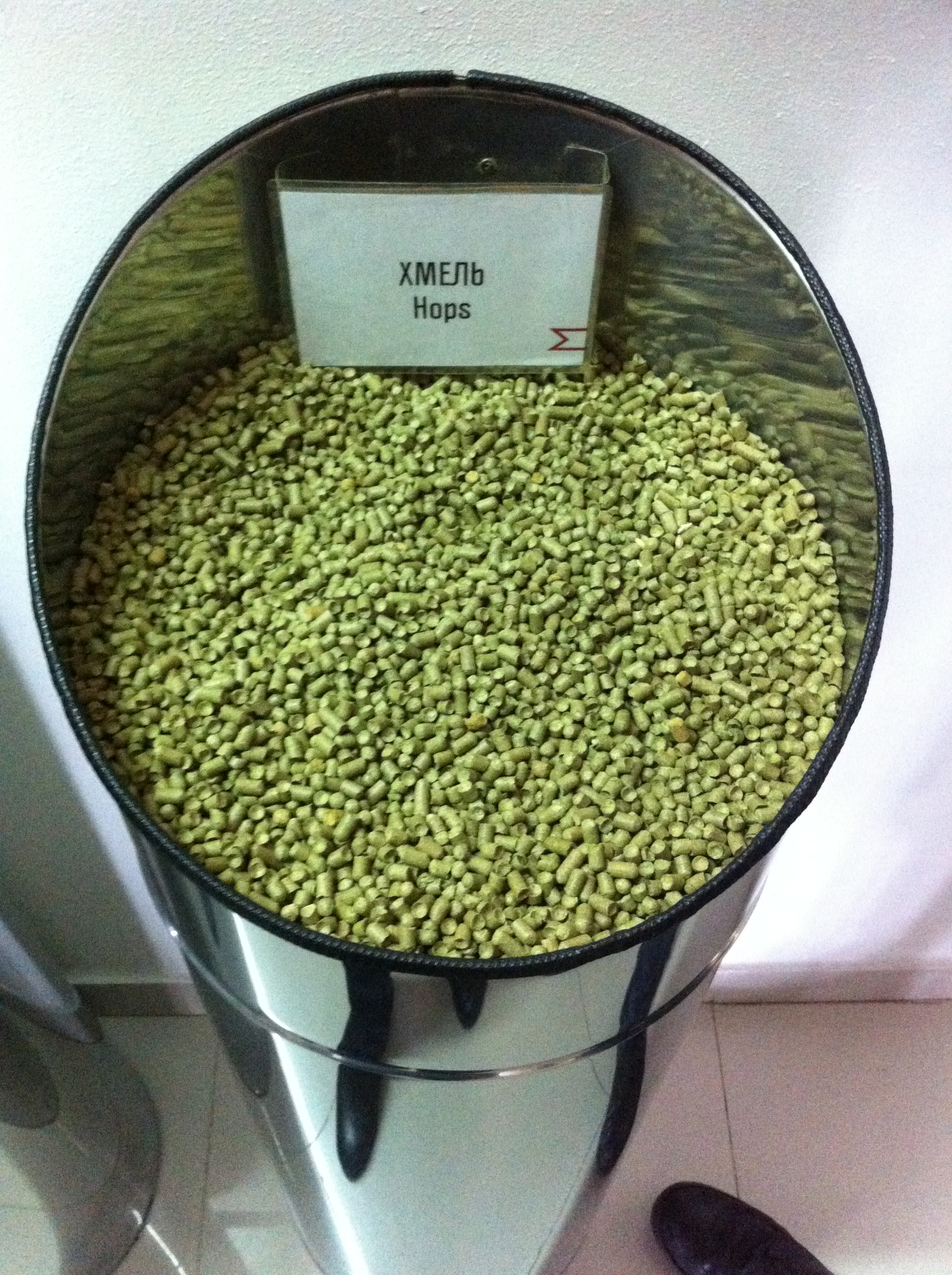
Гранулированный хмель, который используют для варки пива

В «шишечках» хмеля содержится 8-пренилнарингенин (8-ПН) — вещество, относящееся к классу фитоэстрогенов (фито — растение, эстроген — женский половой гормон), что придаёт хмелю эстрогенную активность. В опытах на кастрированных мышах и инфантильных крысах было установлено, что 70 % экстракт хмеля в дозе 10—30 мг вызывает эструс или проэструс. Ежедневное введение животным экстракта хмеля на протяжении 12 дней увеличивало массу рога[прояснить] в 4,1 раза. Добавление 8-изопренилнарингенина в питьевую воду мышам с удалёнными яичниками обусловило эстрогенную стимуляцию влагалищного эпителия. Однако эффект достигался в концентрации не менее 100 мкг/мл, которая в 500 раз превышает содержание 8-изопренилнарингенина в пиве.
О влиянии фитоэстрогенов хмеля в пиве на человеческий организм однозначного мнения не существует. По одним данным, «Препараты соцветий H. lupulus, как и отдельные группы его соединений, характеризуются уникальным набором фармакологических свойств. Альфа-кислоты и компоненты эфирного масла могут обеспечивать своеобразное снотворное и антидепрессивное действие хмеля… Производное ксантохумола — 8-пренилнарингенин — является на сегодня наиболее сильным фитоэстрогеном, а водорастворимые олигомерные проантоцианидины — мощными антиоксидантами. … перечисленные свойства компонентов хмеля, присутствующих и в пиве, не обеспечивают их медицинского эффекта при употреблении этого напитка. Напротив, такие особенности, как состав микрофлоры кишечника, могут определять риск изменения эстрогенного статуса у отдельных лиц даже при его умеренном употреблении». По другим данным, «хмель … содержит фитоэстроген 8-пренилнарингенин. Его активность очень высока: у женщин, занятых уборкой и переработкой хмеля, нередки расстройства менструального цикла. В пиве содержание фитоэстрогенов достаточно низкое», а убедительные данные о возможных эстрогенных эффектах хмеля при употреблении в пищу отсутствуют.

### Употребление в пищу
В Бельгии листья и молодые побеги хмеля используются для салатов, добавляются в супы и соусы. В Румынии молодые побеги употребляют как спаржу. С давних времён хмель применяют в хлебобулочном производстве при выпечке хлеба и различных кондитерских изделий. Хмель широко используется для изготовления пива (используются женские соцветия хмеля, причём только семечки внутри шишек хмеля), передавая ему значительную часть содержащегося в хмеле ксантогумола. Хмель также применяется в производстве медовых вин. Хмель, один из основных компонентов медового сусла, улучшает его органолептические показатели. Хмель богат эфирными и дубильными веществами, которые способствуют естественному осветлению медового вина и предохраняют его от скисания.

## Прочие сведения
Экспериментально доказано, что стебель и лист хмеля способны адсорбировать ионы тяжёлых металлов, в частности, Pb2+ (оптимально при pH 5,0) из водных растворов. Это происходит за счёт образования стойких лигандов с карбоксильными группами. Ионы свинца адсорбируются из раствора в течение пяти минут контакта[прояснить] с биомассой хмеля. Установлено, что 1 г биомассы листьев хмеля может адсорбировать 74,2 мг свинца. Аналогичной активностью обладают и стебли растения. Десорбцию 99 % связанных ионов Pb2+ вызывает цитрат натрия. Эти данные указывают на возможность применения побочных продуктов хмельного производства для очистки вод от ионов свинца.

## Классификация

### Таксономия
Humulus L., 1753, Sp. Pl. : 1028
Род Хмель (Humulus) относится к семейству Коноплёвые (Cannabaceae) порядка Розоцветные (Rosales). Кладограмма в соответствии с Системой APG IV по состоянию на декабрь 2023 года:
|  |                                      |  |                                   |                                   |                      |  | ещё 8 семейств |             |             |                        |
|  |                                      |  |                                   |                                   |                      |  |                |             |             | 7 подтвержденных видов |
|  |                                      |  |                                   | порядок Розоцветные               |                      |  |                |             | род Хмель   |                        |
|  |                                      |  |                                   | порядок Розоцветные               |                      |  |                |             | род Хмель   |                        |
|  | отдел Цветковые, или Покрытосеменные |  |                                   |                                   | семейство Коноплёвые |  |                |             |             |                        |
|  | отдел Цветковые, или Покрытосеменные |  |                                   |                                   |                      |  |                |             |             |                        |
|  |                                      |  | ещё 63 порядка цветковых растений | ещё 63 порядка цветковых растений |                      |  |                | ещё 8 родов | ещё 8 родов |                        |
|  |                                      |  |                                   | ещё 63 порядка цветковых растений |                      |  |                |             | ещё 8 родов |                        |

### Виды
- Humulus americanus Nutt.
- Humulus cordifolius Miq.
- Хмель обыкновенный, или вьющийся (Humulus lupulus L.) — встречается в диком виде в умеренном поясе обоих полушарий в сырых зарослях кустарников.
- Humulus neomexicanus (A.Nelson & Cockerell) Rydb.
- Humulus pubescens (E.Small) Tembrock
- Humulus scandens (Lour.) Merr.
- Humulus yunnanensis Hu